# Гвајакил
Гвајакил (шп. Guayaquil), званично Сантијаго де Гвајакил (шп. Santiago de Guayaquil), је најмногољуднији град у Еквадору.Гвајакил је економски најважнији град у Еквадору и град са најважнијом луком за ову земљу. Главни је град еквадорске провинције Гвајас.
По подацима из 2010. град има 2,2 милиона становника, са више од 2,9 милиона у ширем подручју. По овим цифрама, Гвајакил је нешто већи од престонице Еквадора, града Кито (2,1 милион становника). 
Популарно име града је „Бисер Пацифика“ (Perla del Pacífico). Гвајакил је основан 1534. 
Град се налази на западној обали реке Гвајас, око 50 km од њеног ушћа у Залив Гвајакил (део Пацифика). 
Први православни храм у Еквадору налази се у Гвајакилу и зове се Храм Благовештења пресвете Богородице, под јурисдикцијом Српске православне цркве и води га архимандрит Рафаило.

## Становништво
| 1950.   | 1962.   | 1974.   | 1982.     | 1990.     | 2001.     |
| ------- | ------- | ------- | --------- | --------- | --------- |
| 258.966 | 510.804 | 823.219 | 1.199.344 | 1.508.444 | 1.985.379 |

## Партнерски градови
- Кали
- Хјустон
- Пунта дел Есте
- Паита
- Консепсион
- Сантијаго де Чиле
- Шангај
- Хаифа
- Баранкиља